# Läuft bei euch
Läuft bei euch ist das fünfzehnte Album der Kölner A-cappella-Gruppe Wise Guys. Es erschien am 4. September 2015 über Polydor (Universal Music).

## Entstehungsgeschichte
Läuft bei euch ist das zweite Album der Band, welches ausschließlich von den Gruppenmitgliedern stammt. Produzent war wieder Andrea Figallo. Neben Daniel Dickopf steuerten diesmal auch Nils Olfert, Eddi Hüneke und Andrea Figallo Lieder bzw. die Komposition zum Album bei. Das Album wurde wie das Vorgängeralbum Achterbahn im eigenen Sägewerk-Studio in Hürth aufgenommen.

## Titelliste
1. A cappella – 4:01
 (Musik: Daniel Dickopf / Text: Daniel Dickopf)
2. Selfie – 3:10
 (Dickopf)
3. Party unter Palmen – 4:01
 (Nils Olfert, Erik Sohn / Dickopf)
4. Der Rock 'n' Roll ist tot – 2:21
 (Dickopf)
5. Das Lied bei deinem ersten Kuss – 3:47
 (Dickopf)
6. Lasst die Sau raus! – 3:02
 (Dickopf)
7. Liebelein – 2:53
 (Dickopf)
8. Die wahren Helden – 4:13
 (Dickopf)
9. Tim – 4:21
 (Andrea Figallo / Dickopf)
10. Du fehlst mir so – 3:58
 (Edzard Hüneke / Dickopf)
11. Gaffen – 3:17
 (Dickopf)
12. Wo bist du? – 3:43
 (Olfert / Dickopf)
13. Teufelskreis – 3:05
 (Dickopf)
14. Du stehst im Sturm – 3:58
 (Dickopf)
15. Warten – 2:55
 (Dickopf)
16. Sie klatscht auf die 1 und die 3 – 3:00
 (Hüneke)